# آلدرني
آلدرني (/ˈɔːldərni/; 
[oʁiɲi]
) جزيرة تقع أقصى شمال جزر القنال الإنجليزي. وهي ليست جزء من المملكة المتحدة لكنها تتبع التاج البريطاني وهي تتمتع بشكل من الحكم الذاتي.

## أعلام
- ديريك بيلي
- هنري جوفاين